# Сліди (Могилів-Подільський район)
Сліди́ (пол. Ślady, також пол. Śledzie) — село в Україні, у Вендичанській селищній громаді Могилів-Подільського району Вінницької області. Населення становить 806 осіб.

## Географія
У селі річка Безіменна впадає у Дерлу, ліву притоку Дністра.

## Історія
У 1776 році було побудовано церкву Воздвиження Хреста Господнього.
У 1889 році село налічувало 1046 мешканців, 259 садиб, водяний млин.
Було власністю магнатів Замойських, Конецпольських, Любомирських та ін., у к.ХІХ ст.- поміщиків Гурських та Даровських. Один з власників села, Владислав Гурський зібрав велику бібліотеку, яка була частково розпродана спадкоємцями. Також власниками маєтку в селі були Маньковські. Зокрема, тут якийсь час проживав Пйотр Маньковський.
7 (20) листопада 1917 року, відповідно до Третього Універсалу Української Центральної Ради, увійшло до складу Української Народної Республіки.

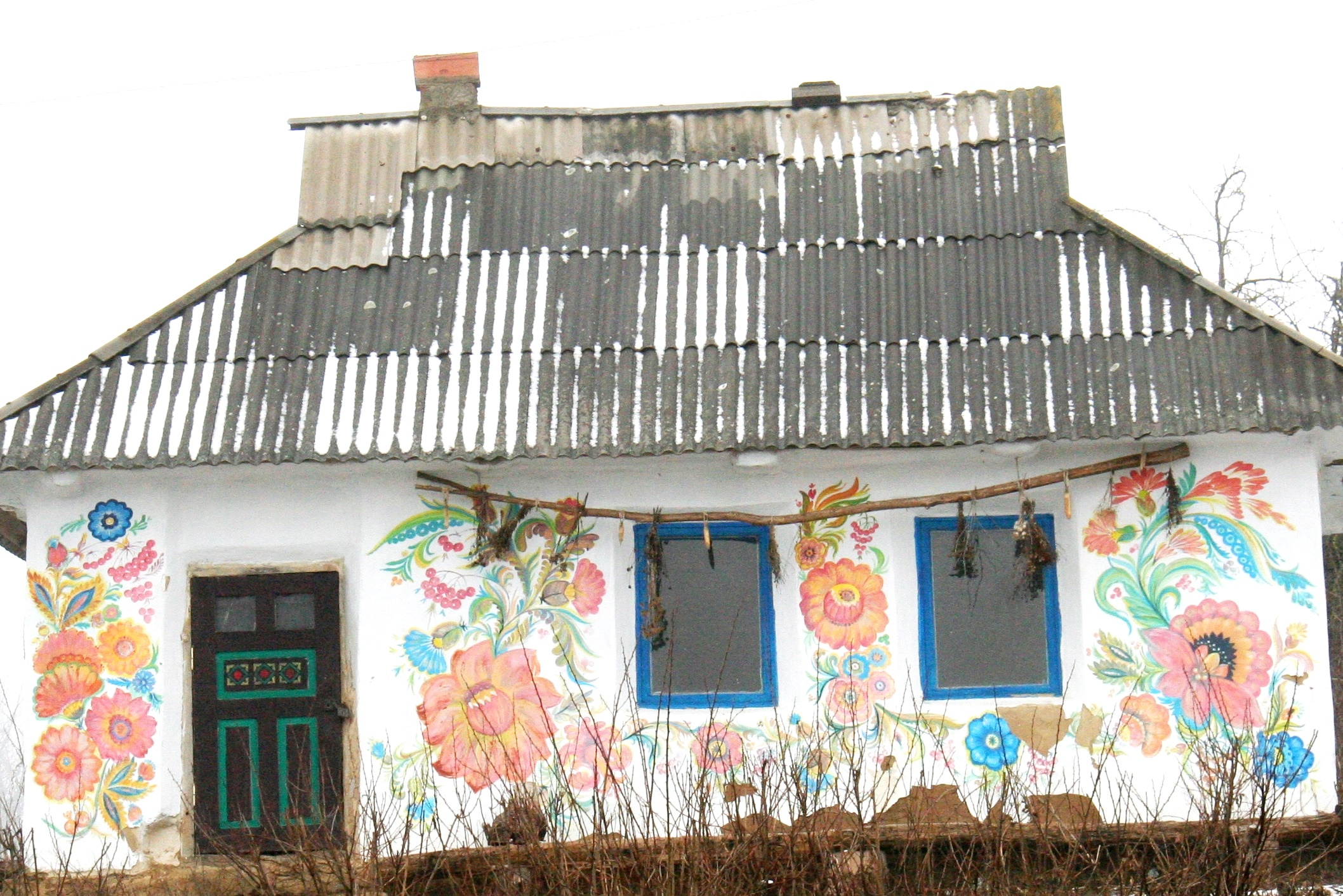
Мальована хата в с.Сліди, березень 2013 року.

У серпні 2012 року в селі відбувся фестиваль "Мальована хата". Під час фестивалю  хати, господарські споруди, школа, сільрада і навіть криниці та стовпи розмалювали художники України, Росії, Молдови, Білорусії, Польщі. 
12 червня 2020 року, відповідно до Розпорядження Кабінету Міністрів України від № 707-р «Про визначення адміністративних центрів та затвердження територій територіальних громад Вінницької області», увійшло до складу Вендичанської селищної громади.
19 липня 2020 року, в результаті адміністративно-територіальної реформи та ліквідації Могилів-Подільського району (1923 — 2020), село увійшло до складу новоутвореного Могилів-Подільського району.

## Населення

### Мова
Розподіл населення за рідною мовою за даними перепису 2001 року:
| Мова       | Кількість | Відсоток |
| ---------- | --------- | -------- |
| українська | 775       | 96.15%   |
| російська  | 29        | 3.60%    |
| румунська  | 2         | 0.25%    |
| Усього     | 806       | 100%     |

## Відомі люди
- Крижанівський Микола Миколайович — український скульптор, письменник
- Галевич Валентин Олександрович — публіцист і кооператор